# Andrej Blejec
Andrej Blejec, slovenski matematik in statistik, * 24. 7. 1953, Ljubljana.
Diplomiral je leta 1977 na Oddelku za matematiko in mehaniko Fakultete za matematiko in fiziko v Ljubljani (mentor France Križanič), doktoriral pa leta 2000 na Oddelku za biologijo Biotehniške fakultete v Ljubljani. Zaposlen je na Nacionalnem inštitutu za biologijo in Oddelku za biologijo Biotehniške fakultete Univerze v Ljubljani.
Andrej Blejec je redni profesor za statistiko na Oddelku za biologijo Biotehniške fakultete in na doktorskem študiju Statistike ter magistrskem študiju Uporabna statistika Univerze v Ljubljani.  Upokojil se je 1. februarja 2021.
Ukvarja se s statistiko, analizo podatkov, vizualizacijo v statistiki, uporabo računalniške simulacije za analizo podatkov in za pouk statistike. Simulacije in vizualizacije razvija predvsem v statističnem razvojnem okolju R (R-project)
Andrej Blejec je bil 12 let predsednik Statističnega društva Slovenije (2004 - 2016). V mednarodnem združenju International Association for Statistics Education (IASE) je bil podpredsednik (2006 - 2009) in predsednik v obdobju 2015 - 2017. Leta 2011 je bil izvoljen za člana International Statistical Institute (ISI).
Njegov oče, prof. Marijan Blejec (1919 - 1992), je bil tudi statistik.